# Slivsø
Slivsø eller Slibsø / Slib Sø er Sønderjyllands tredjestørste sø. Den er beliggende imellem Sønder Vilstrup, Hoptrup (8 km syd for Haderslev), og Diernæs i Haderslev Kommune. Søens overfladeareal er ca. 164 hektar.
Søen blev i løbet af 1958 tømt for vand til fordel for landbrug, men blev genetableret fra den 20. marts 2004 og blev indviet den 23. juni. I Slivsøs sydøstlige ende forblev sø-'armen' rundt om Diernæs Made dog tørlagt, og halvdelen af landkanalen er bibeholdt. Oprindelig, altså før landvindingen i 1950'erne, var der kun ca. 300 m fra søen til havet.
Nutidens Slivsø er 2700 meter lang. Den strækker sig fra Hoptrup mod sydøst, ud mod Diernæs Strand ved Diernæs Bugt og Lillebælt.
Langs hele søens nordøstside mellem Hostrup og Diernæs er anlagt en cykel- og ridesti. For de adrætte er der derfra adgang til en trampesti på den markante skrænt.
Den oprindelige Slivsø var omgivet af enge. Hvor der før var eng på en ca. 700 meter lang strækning mellem byen Hoptrup og søen, når søen nu længere ind til Hoptrup, næsten helt til byen. Forklaringen er, at jorden - både i engen og i den oprindelige søbund - har "sat sig" under den tørlagte periode. Slivsøs bund ligger således nu en til to meter lavere end før afvandingen.
Også søens udløb er ændret i tidens løb. Ved søens tørlægning i 1950'erne blev udløbet i form af en afvandingskanal med sluse flyttet 400 - 500 meter østpå, nærmere Vilstrup Strand. Så det sluseværk, der var nyt i 1917, er borte.
Under 1. verdenskrig, hvor Sønderjylland / Slesvig var en del af Preussen og det Tyske Rige, indgik Slivsø i den tyske Sikringsstilling Nord, som var en forsvarslinje, der skulle hindre et eventuelt engelsk angreb på Tyskland fra nord. Det var meningen, at Slivsø skulle kunne udvides ved lukning af afløbet. Der blev indrettet et nyt sluseværk ved søens udløb, og der blev arbejdet på en dæmning.
I forbindelse med genskabelsen af Slivsø fandt man et fiskeanlæg fra bondestenalderen for 5000 år siden.
På det preussiske kort fra 1880 hed søen Schlief- oder Slip-See. Altså Schlief-See eller Slip-See. Ud fra navnet Schlief-See kunne søens navn på dansk blive skrevet som Slifsø med f.
- Udsigt fra skrænten på nordsiden